# Cousinia podophylla
Cousinia podophylla là một loài thực vật có hoa trong họ Cúc. Loài này được Tschern. mô tả khoa học đầu tiên năm 1959.